# مخيف
الزحف (Creepiness) هو حالة من الرعب أو التسبب في شعور مزعج بالخوف أو عدم الارتياح. يسمى الشخص الذي يظهر سلوكًا مخيفًا بالزاحف (creep). بعض السمات أو الهوايات قد تجعل الناس يبدون مخيفين للآخرين. تم وصف الإنترنت على أنه مخيف بشكل متزايد. قارن آدم كوتسكو [الإنجليزية] المفهوم الحديث للزحف بالمفهوم الفرويدي لـ غريب (Uncanny). تم استخدام المصطلح أيضًا لوصف الظواهر الخارقة للطبيعة أو الخارقة للطبيعة.